# 補羅斯底耶
補羅斯底耶  梵天第四子，生主之一，也是羅剎族的先祖。他從父親梵天手中繼承了毗濕奴往世書 (Vishnu Purana)，並將文獻再傳給破滅仙人 (Parashara)，使其成為人類的先知。
補羅私底耶娶了羯單吉耆 (Kardamji) 的九位女兒，生下投山仙人和毗尸羅婆 (Visravas) 。毗尸羅婆迎娶持力仙人 (Bharadwaja) 的女兒伊羅毗陀 (Ilavida) ，生下了夜叉之王俱毗羅，之後又與達伊提耶 (Daitya) 公主吉卡悉 (Kaikesi) 結合，生下了著名的楞伽魔王羅波那及其兄弟鳩姆婆迦哩那 (Kumbhakarna)、維毗沙那與羅剎女首哩薄那迦 (Shurpanakha)。